# Elit İşcan
Elit İşcan (* 12. Januar 1994 in Istanbul) ist eine türkische Schauspielerin.

## Leben und Karriere
İşcans Vater war Architekt und ihre Mutter war Programmiererin. Sie absolvierte ihr Studjum am Istanbul Kemer College. Nach ihrem Studium sprach sie für den Film Beş Vakit vor und wurde als Nebendarstellerin gecastet. In der Fernsehserie Küçük Kadınlar erlangte sie Popularität. 2008 spielte sie im Film Hayat Var. Danach spielte sie 2015 im Film Mustang.

## Filmographie

### Fernsehserien
- 2008: Küçük Kadınlar, Bilge
- 2013: A.S.K., Semra
- 2018: Yaşamayalar, Ayşe
- 2019: Kurşun, Zeynep
- 2021: Hamlet, Hazar

### Kino
- 2006: Beş Vakit, Yildiz
- 2008: Hayat var
- 2013: Taş Mektep
- 2015: Mustang, Ece
- 2019: Baumbacher Syndrome, Fida